# Сасебо
Сасебо (на японски: 佐世保市, Сасебо-ши) е град в Япония, префектура Нагасаки. Населението му е 249 628 жители (по приблизителна оценка от октомври 2018 г.), а площта му е 426,47 км2. Намира се в часова зона UTC+9. Основан е на 1 април 1902 година.